# Prameny Labe
Prameny Labe byla přírodní památka ev. č. 529 poblíž obce Harrachov v okrese Trutnov. Oblast spravuje Správa KRNAP.
Důvodem ochrany byla nejcennější vrcholové partie Krkonoš v pramenné oblasti Labe. Památka byla zrušena k 1. dubnu 2008 začleněním památky pod NP Krkonoše.